# Ливадия (яхта, 1873)
«Лива́дия» — черноморская колёсная императорская яхта, эксплуатировавшаяся в 1873—1878 годах. Единственная из императорских яхт, непосредственно участвовавшая в боевых действиях и единственная погибшая в кораблекрушении.

## История создания

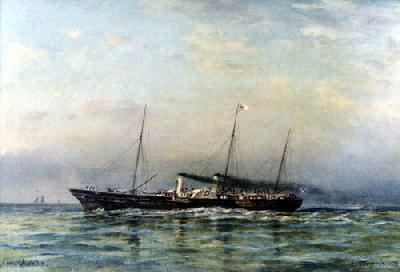
На картине А. К. Беггрова

Летом 1825 года император Александр I приобрёл невдалеке от Ялты имение Ореанда. Архитектор А. И. Штакеншнейдер построил там великолепный дворец, законченный весной 1852 года. Осенью того же года Николай I с императрицей и младшими детьми единственный раз отдыхал в этом дворце, проведя в нем около полутора месяцев. Естественно, встал вопрос о перевозке «августейшей» семьи в новое здание.
Поскольку в то время на Чёрном море царских яхт ещё не существовало, то из Николаева доставили специально построенный там ещё в 1840 году 18-вёсельный катер, вооружённый одной небольшой карронадой для салютов.
В 1860 году Ореанда перешла во владение великого князя генерал-адмирала Константина Николаевича. Он распорядился построить для плаваний императорской семьи по Чёрному морю небольшой колёсный 4-пушечный пароход, ставший первой черноморской царской яхтой. Деревянный пароход «Тигр» с парусным вооружением трёхмачтовой баркентины строился в Николаевском адмиралтействе в 1855—1858 годах.
Хотя «Тигр» числился в составе Черноморского флота 14 лет (до 1872 года), о плаваниях на нём царской семьи сведений почти не сохранилось, кроме упоминания о переходе в августе 1861 года Александра II с семьёй из Севастополя в своё новое имение Ливадию, с 1866 года ставшую излюбленной резиденцией российских императоров в Крыму.
Поскольку поездки императорской семьи на берег Чёрного моря стали приобретать определённую регулярность, возникла необходимость замены старого «Тигра» новой комфортабельной яхтой «для службы у берегов Крыма». В 1868 году рассматривался вопрос о приобретении в Англии парохода для «обращения в яхту для государя императора», но затем принимается решение строить яхту в Николаевском адмиралтействе. Постройка яхты, названной «Ливадией», началась в конце 1869 года, официальная закладка судна состоялась 19 марта 1870 года.

## Конструкция
Новую яхту решили строить размерами близкими к яхте «Тигр», но со значительно повышенным уровнем комфорта. Проектировал и строил яхту известный черноморский кораблестроитель капитан Корпуса корабельных инженеров Л. Г. Шведе, завершивший работы к лету 1873 года. Новая 4-пушечная деревянная колесная яхта по комфортабельности и отделке царских помещений не уступала балтийской «Державе», а по оформлению «царской рубки» в кормовой части яхты и столовой на средней палубе, выполненному по проекту архитектора И. А. Монигетти, даже превосходила последнюю.
В ходе постройки «Ливадии» Л. Г. Шведе в 1872 году выполнил рисунок предполагаемого носового украшения яхты в виде овального выпуклого щита с изображением двуглавого орла увенчанного короной. Носовое украшение «Ливадии» подобно установленному на «Державе».

## Служба

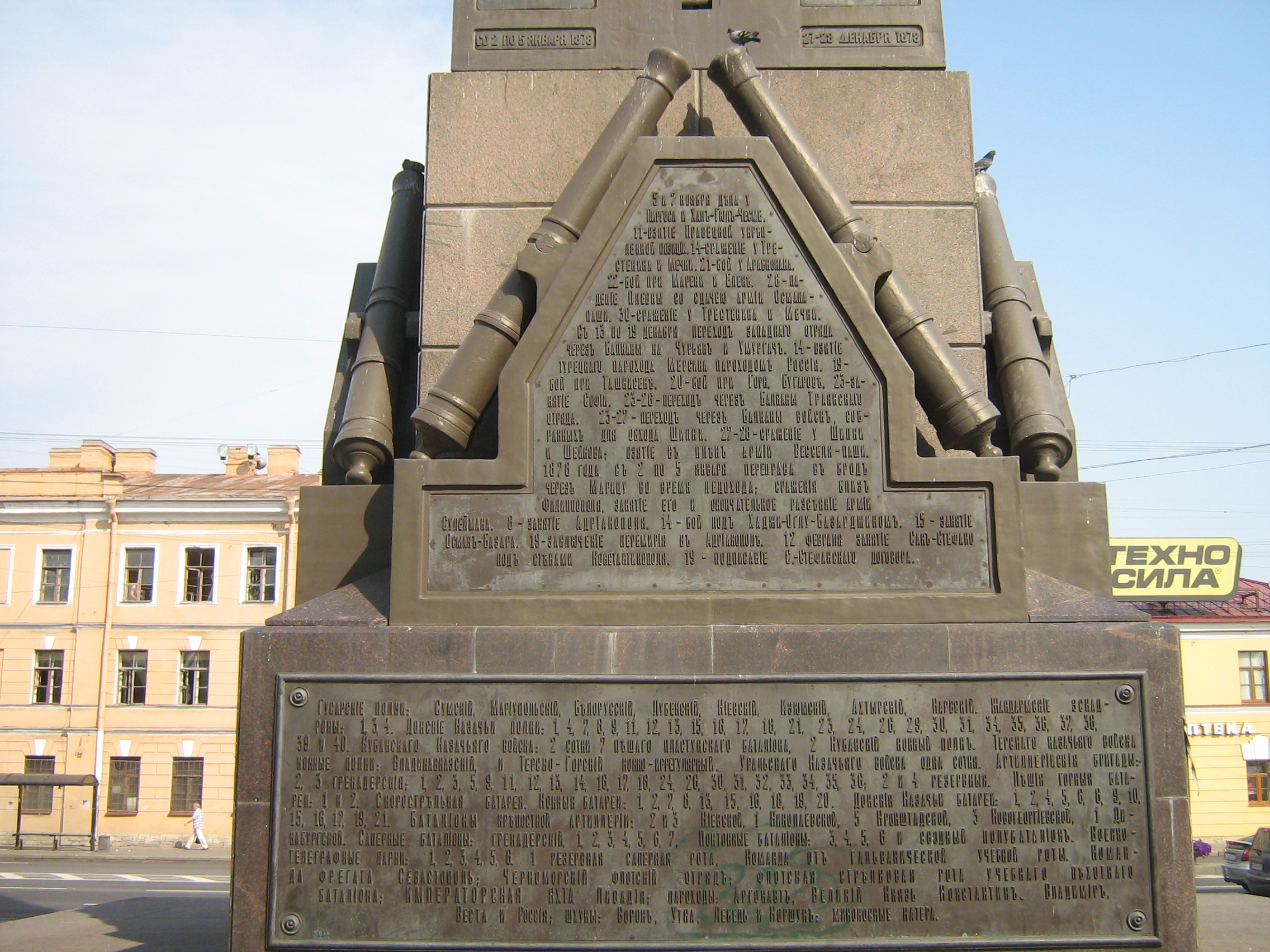
Упоминание Императорской яхты Ливадия на западной стороне Колонны Славы в Санкт-Петербурге

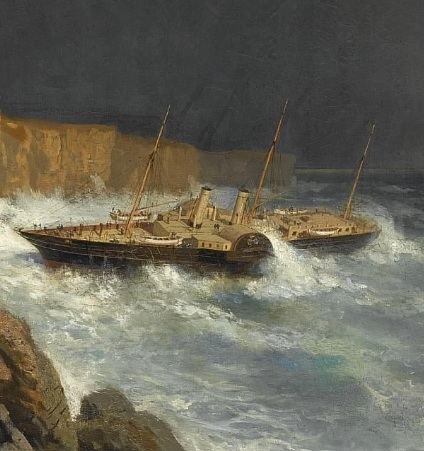
«Ливадия» на картине А. П. Боголюбова (фрагмент)

В 1873 году новая яхта вошла в состав Черноморского флота, 7 июня она отправилась в первое плавание, взяв курс на Одессу (Севастополь?), откуда доставила императрицу с семьей в Ялту.
В марте 1874 года «Ливадия» ушла в практическое плавание. В западной части Средиземного моря яхта успешно выдержала 11-балльный шторм, показав отличные мореходные качества.
«Ливадия» — единственная из императорских яхт, участвовавшая в боевых действиях русского флота. Во время русско-турецкой войны 1877—1878 годов под командованием капитана 1-го ранга Ф. Е. Кроуна она крейсировала у румынского и болгарского побережья и 21 августа потопила турецкую двухмачтовую кочерму. Замеченная двумя турецкими броненосными кораблями, яхта выдержала 18-часовую погоню и благополучно ушла под защиту севастопольских батарей.
Трёхлетняя служба «Ливадии» закончилась трагически. На пути из Севастополя в Одессу она в туманную ночь с 21 на 22 октября 1878 года выскочила на риф у Тарханкутского маяка на западном побережье Крыма. К счастью, обошлось без погибших. 47 дней, с 22 октября по 7 декабря, «Ливадия» стояла на камнях. После ряда неудачных попыток командования Черноморского флота спасти корабль, всё ценное, что было возможно, перевезли на берег, предоставив корпус морским волнам. Расследование установило чрезмерно слабый свет маяка и неопытность командира и штурмана корабля, вследствие чего под суд их отдавать не стали.
Впоследствии художник А. П. Боголюбов написал картину «Последние минуты Императорской яхты „Ливадия“ 1878 г.»
В 2008 году место гибели яхты было обнаружено аквалангистами тульского подводного клуба «Нептун» на глубине 5 метров. В результате обследования места крушения были найдены остатки гребных колес и коленчатого вала парохода, отдельные крепежные элементы и фрагменты медной обшивки подводной части яхты, осколки фарфоровой и фаянсовой посуды, фрагменты мраморных плиток и фигурных карнизов, использовавшихся для отделки элементов внутреннего декора. Приказом Республиканского комитета Автономной Республики Крым по охране культурного наследия от 28 мая 2013 года № 48 объект был занесён в государственный реестр недвижимых памятников.